# Eucrostes lilliputaria
Eucrostes lilliputaria là một loài bướm đêm trong họ Geometridae.